# ランジット・アムヌガマ
アムヌガマ・ラジャパスケ・ラジャカルナ・アベイコーン・パンディッタ・ワサラムディヤンセ・ララハミラゲ・ラジット・クリシャンタ・バンダーラ・アムヌガマ(Amunugama Rajapakse Rajakaruna Abeykoon Panditha Wasalamudiyanse Ralahamilage Rajith Krishantha Bandara Amunugama、1969年4月22日 - )は、スリランカのムワネラ出身のクリケット選手。タミル・ユニオン・クリケット・アンド・アスレチック・クラブやクルネガラ・ユースなどのチームでプレーした経歴を持ち、1998年にはアンダー19のクリケットスリランカ代表に選ばれ、アンダー19のクリケットワールドカップに出場した。